# Axel Döhn
Axel Carl Ludwig Döhn (* um 1843 in Friedrichshof, Kreis Prenzlau; † 2. November 1909 in Klein Gartz, Kreis Dirschau) war ein deutscher Verwaltungsjurist.

## Leben
Axel Carl Ludwig Döhn studierte an der Julius-Maximilians-Universität Würzburg und der Universität Jena Rechtswissenschaft. Seit 1863 Würzburger Nassauer, wurde er am 12. Mai 1863 auch im Corps Thuringia Jena recipiert. Nach dem Studium trat er in den preußischen Staatsdienst. Von 1875 bis 1887 war er Landrat im Kreis Preußisch Stargard. Anschließend war er bis zu seinem Tod Landrat im Kreis Dirschau.

## Ehrungen
- Geheimer Regierungsrat[2]